# میدل‌تاون، شهرستان نورث‌همپتون، پنسیلوانیا
میدل‌تاون (به انگلیسی: Middletown) یک منطقهٔ مسکونی در ایالات متحده آمریکا است که در شهر بیت لحم واقع شده‌است. میدل‌تاون ۷٬۴۴۱ نفر جمعیت دارد.